# 牧野草子
牧野 草子（まきの そうし、1999年3月22日 - ）は、日本の男子アマチュアボクシング選手。埼玉県朝霞市出身。中央大学卒業。自衛隊体育学校ボクシング班所属の幹部自衛官（2024年12月現在の階級は3等陸尉）。2021年、2022年、全日本選手権フライ級2連覇王者。

## 来歴
埼玉県朝霞市出身。小学4年から中学3年までキックボクシングに打ち込み、当時の練習仲間であった那須川天心と共に藤原敏男杯全国大会を2連覇するなどアマチュアキックボクシングの大会で活躍した。
2014年4月、朝霞西高校に入学。高校1年時に高校ボクシングのインターハイを見学した際、選手達の技術レベルの高さに驚き、自分自身でもやってみたいと思いボクシングの修練を始めた。同高校にはボクシング部がなかったが、顧問教員を探し校長の許可を得るなどして埼玉県ボクシング連盟へ団体加盟し、自身の選手登録も済ませた。
2015年、高校2年時より本格的に高校ボクシング公式戦に参戦しインターハイ出場、全国高校選抜3位などの結果を残した。
2017年4月、ボクシング推薦にて中央大学に進学。1部リーグ戦でのレギュラーとして活躍し、個人でも国民体育大会3位などの結果を残した。
2021年4月、体育特殊技能者として自衛官となり、自衛隊体育学校ボクシング班に所属。同年11月、初出場となった全日本選手権で優勝を果たし、アマチュアボクシングでは自身初となる日本一の座を掴んだ。
2022年1月、ウズベキスタンのタシュケントで開催されたASBC主催のU22アジア選手権に日本代表として出場。トーナメント1回戦でキルギス代表、2回戦でタジキスタン代表、準決勝でモンゴル代表に勝利するも、決勝で地元ウズベキスタン代表のシャフゾッド・ムザファロフに敗退し、結果は銀メダルだった。同年9月、社会人選手権に出場し優勝。11月には全日本選手権に出場し、決勝で吉良大弥を破り全日本2連覇を果たした。
2023年11月、パリオリンピック予選代表選考を兼ねた全日本選手権の決勝で、日本ボクシング史上初の世界選手権王者である坪井智也に判定で敗れ、全日本3連覇とパリオリンピック出場を逃した。
2024年5月、カザフスタンのアスタナで開催されたエロルダカップに出場。トーナメント準決勝で2021年世界選手権王者であるサケン・ビボシノフに敗退し、結果は銅メダルだった。同年11月、イギリスのシェフィールドで開催されたワールドボクシングカップ2024ファイナルに出場。トーナメント1回戦でブラジル代表、2回戦でシンガポール代表に勝利するも、準決勝で地元イギリス代表のエリス・トロウブリッジに2-3のスプリット判定で敗退し、結果は銅メダルだった。
2025年4月、日本代表決定戦（ボックスオフ）で古藤昇大に勝利し、2025年度における国際大会での日本代表権を獲得した。同年6月、チェコ共和国のウースチー・ナド・ラベムで開催されたワールドボクシングチャレンジグランプリ2025に出場し、トーナメント1回戦でカナダ代表、準決勝でイタリア代表、決勝でモンゴル代表に勝利し、自身初となる国際大会での優勝を果たし金メダルを獲得した。

## 人物・エピソード
- キックボクシングをしていた中学生当時、那須川天心とは一緒にタイへムエタイの修行に行ったり[18]、富士登山をするなどの交流があった[19]。

- キックボクシング時代から高校ボクシング時代までは特定のジムなどには所属せず、父親とマンツーマンで練習していた[20]。

- 自衛隊体育学校ボクシング班に所属してから最初の1年間、井上尚弥が「第二の師匠」と仰ぐ[21]ロンドンオリンピックフライ級日本代表須佐勝明コーチの指導を受けた[22]。

## 主な戦績
国内
- 第69回全国高等学校総合体育大会ボクシング競技大会 - ライトフライ級出場

- 第27回全国高等学校ボクシング選抜大会 - ライトフライ級3位[6]

- 第74回国民体育大会ボクシング競技 - 成年フライ級3位[7]

- 第74回全日本社会人ボクシング選手権大会 - フライ級優勝[10]

- 第91回全日本ボクシング選手権大会 - フライ級優勝[8]

- 第92回全日本ボクシング選手権大会 - フライ級優勝（2連覇）[3]

- 第93回全日本ボクシング選手権大会 - フライ級準優勝[11]

海外
- U22アジア選手権2022 - バンタム級準優勝[9]

- エロルダカップ2024 - フライ級3位[12]

- ワールドボクシングカップ2024ファイナル - フライ級3位[13][14]

## 受賞歴
- 第92回全日本ボクシング選手権大会 - 大会技能賞[23]

- 2022年度日本ボクシング連盟優秀選手表彰 - 技能賞[23]
- 2024年度日本ボクシング連盟優秀選手表彰 - 殊勲賞[24]